# David Riefenstahl
Ernest David Frédéric Riefenstahl, né le 20 juin 1803 à Ballenstedt (Duché d'Anhalt-Bernbourg) et mort le 15 janvier 1879 à Dunkerque (Nord), est un compositeur et clarinettiste allemand puis francais.

## Biographie
Arrivé à Dunkerque à la Restauration, il devient chef et professeur de la musique de cette commune pendant 30 ans. Il épouse le 28 juillet 1827 à Dunkerque Louise Everaert.
Il est célèbre pour avoir composé la Cantate à Jean Bart avec Joseph Fontemoing pour l'inauguration le 7 septembre 1845 de la Statue de Jean Bart, celle ci est tous les ans chanté 
lors du  Bande de Dunkerque, la foule des « carnavaleux » se retrouvent devant la statue du héros dunkerquois. À genoux, les bras tendus vers le ciel, ils entonnent le premier couplet et le refrain de la Cantate à Jean Bart.
En 1848, une demande de naturalisation est faite par Jean-Charles Mollet maire de Dunkerque au sous-préfet. Deux ans plus tard il est chef de musique de la Garde nationale.
Il meurt le 15 janvier 1879 à en sa résidence 7, rue des Sœurs Blanches à Dunkerque, ses funérailles se tiennent deux jours plus au temple protestant du Quai aux Bois. Elles ont réuni une assistance considérable, que le temple réformé pouvait à peine contenir. Toute la musique communale y figurait, il est inhumé au cimetière de Dunkerque.

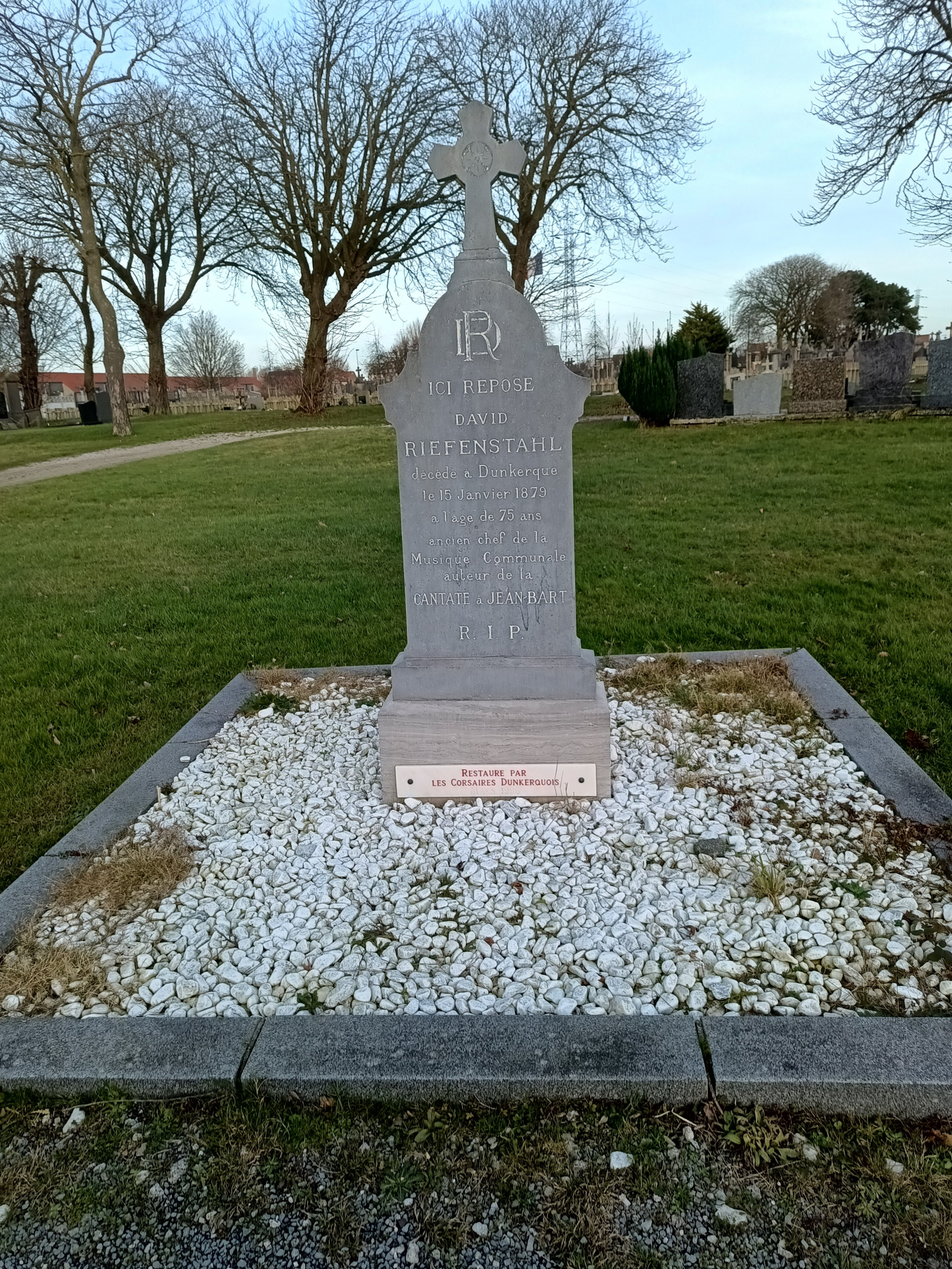
Tombe de David Riefenstahl au Cimetière de Dunkerque.

## Œuvres
- Cantate à Jean Bart, paroles de Joseph Fontemoing (1845)
- Cantate nationale pour l'inauguration du chemin de fer de Dunkerque, paroles d'Edouard Vandalle (1848, création à Dunkerque)